# Гримальди-Чеба, Антонио (1534)
Антонио Гримальди-Чеба (итал. Antonio Grimaldi Cebà; Генуя, 1534 — Генуя, 1599) — дож Генуэзской республики.

## Биография
Информации о фигуре дожа Антонио Гримальди сохранилось не много. Он родился в Генуе около 1534 года, его семья возвысилась в XII веке, благодаря чему Антонио делал быструю и успешную карьеру. Имя Гримальди появляется в хрониках в 1572 году, когда он был назначен на должность в магистрате чрезвычайных ситуаций. Со временем он получал все более важные посты, а в 1588 году приобрел роскошный дворец в историческом центре города.
"Старая" знать добилась избрания Гримальди дожем 27 ноября 1593 года, 79-м в истории республики. Как и его предшественник, Джованни Агостино Кампи Джустиниани, Гримальди вступил в конфликт с генуэзским архиепископом Алессандро Чентурионе и, несмотря на отсутствие личной неприязни, он направил бывшего дожа Давидо Вакка в Рим к папе Клименту VIII, чтобы тот известил его о спорных эпизодах в поведении архиепископа. В итоге Чентурионе был вынужден отказаться от должности.
В политике и управлении земельными ресурсами мандат дожа Гримальди был отмечен началом новых переговоров о приобретении территории Сасселло у Джованни Андреа Дориа, племянника знаменитого адмирала Андреа Дориа, который в конце концов уступил спорные земли только в 1616 году за 160.000 флоринов. Столь же тяжелым оказалось приобретение Не менее легко было приобретение территории маркизата Цукарелло у герцогства Савойского.
Мандат Гримальди истек 26 ноября 1595 года, после чего он занял пост пожизненного прокурора, который занимал вплоть до своей смерти. Он умер в Генуе в 1599 году и был похоронен в базилике Сан-Сиро.